# Nasser Al-Khelaïfi
Nasser bin Ghanim Al-Khelaïfi (en árabe: ناصر بن غانم الخليفي‎) (Doha, 10 de noviembre de 1973) es un extenista, dirigente deportivo de fútbol y empresario catarí. Desde octubre de 2011 ejerce el cargo de presidente del Paris Saint-Germain FC de La Ligue 1 de Francia; además, ocupa un puesto en la UEFA, presidente de la ECA (Asociación Europea de Clubes) y otro en la Federación de Tenis de Catar, y también es presidente de la Federación Asiática de Tenis.

## Carrera deportiva
Como profesional de tenis, fue el segundo miembro más exitoso del equipo de Catar en la Copa Davis después de Sultan Khalfan, jugando 43 encuentros entre 1992 y 2002, logrando un balance de 12-31 en individuales y de 12-16 en dobles.
Al-Khelaïfi jugó en dos ocasiones en el ATP Tour: en 1995 en el Torneo de Pörtschach perdió ante Thomas Muster y en Doha en 2001 perdió en la primera ronda clasificatoria.

## Presidencia del Paris Saint-Germain
En octubre de 2011, tras la compra total del Paris Saint-Germain por parte del emir de Catar, pasó a ser su nuevo presidente, y el primero no francés. Como parte de un plan a largo plazo para el club, incorporó a Leonardo Araújo como nuevo director deportivo. También intentó traer a Alexandre Pato y Carlos Tévez para jugar por el club, pero no aceptaron. Sin embargo, para su millonario proyecto hizo fichajes de jugadores, durante 8 años, de la calidad de Thiago Silva, Zlatan Ibrahimović, David Beckham, Lucas Moura, Ezequiel Lavezzi, Edinson Cavani, David Luiz, Javier Pastore, Ángel Di María, Neymar, Kylian Mbappé, Sergio Ramos, Lionel Messi y porteros como Gigi Buffon, Keylor Navas y Gianluigi Donnarumma y de entrenadores como Carlo Ancelotti, Laurent Blanc, Unai Emery, Luis Enrique y Thomas Tuchel.
A Al-Khelaïfi inicialmente le habían exigido conseguir varios títulos durante la temporada 2011/12, aunque el PSG fue eliminado rápidamente de la Europa League y de las dos copas nacionales, dejándolo únicamente con la posibilidad de conseguir el título de la Ligue 1. A pesar de gastar más de 132 millones de dólares en fichajes, el PSG no pudo dominar la Primera División Francesa esa temporada y terminó rebasado por el Montpellier, quedando como subcampeón. Sin embargo, consiguió ganar la Ligue 1 en la temporada 2012/13, derrotando al Marsella, logrando que el equipo recuperase el título de la liga después de 19 años, conquistando ese año también la Supercopa de Francia, iniciando de esta manera una racha de conquistas en este torneo de 6 años sin interrupciones.
El equipo repitió la hazaña de la liga en las temporadas 2013/14 (conquistando en esta temporada también la Copa de la Liga), 2014/15, 2015/16 y 2017/18, en estas últimas, con tripletes nunca vistos en la historia del fútbol francés, habiendo conquistado en esos años también la Copa de Francia y la Copa de la Liga, comenzando una etapa importante para la historia del PSG; aun así, continuaba esquivo el gran objetivo trazado por los inversores cataríes de la Liga de Campeones de la UEFA. En la temporada 2016/17, pese a no conquistar la liga, se adjudicó la Copa de Francia y la Copa de la Liga.

### Mayores traspasos durante su presidencia

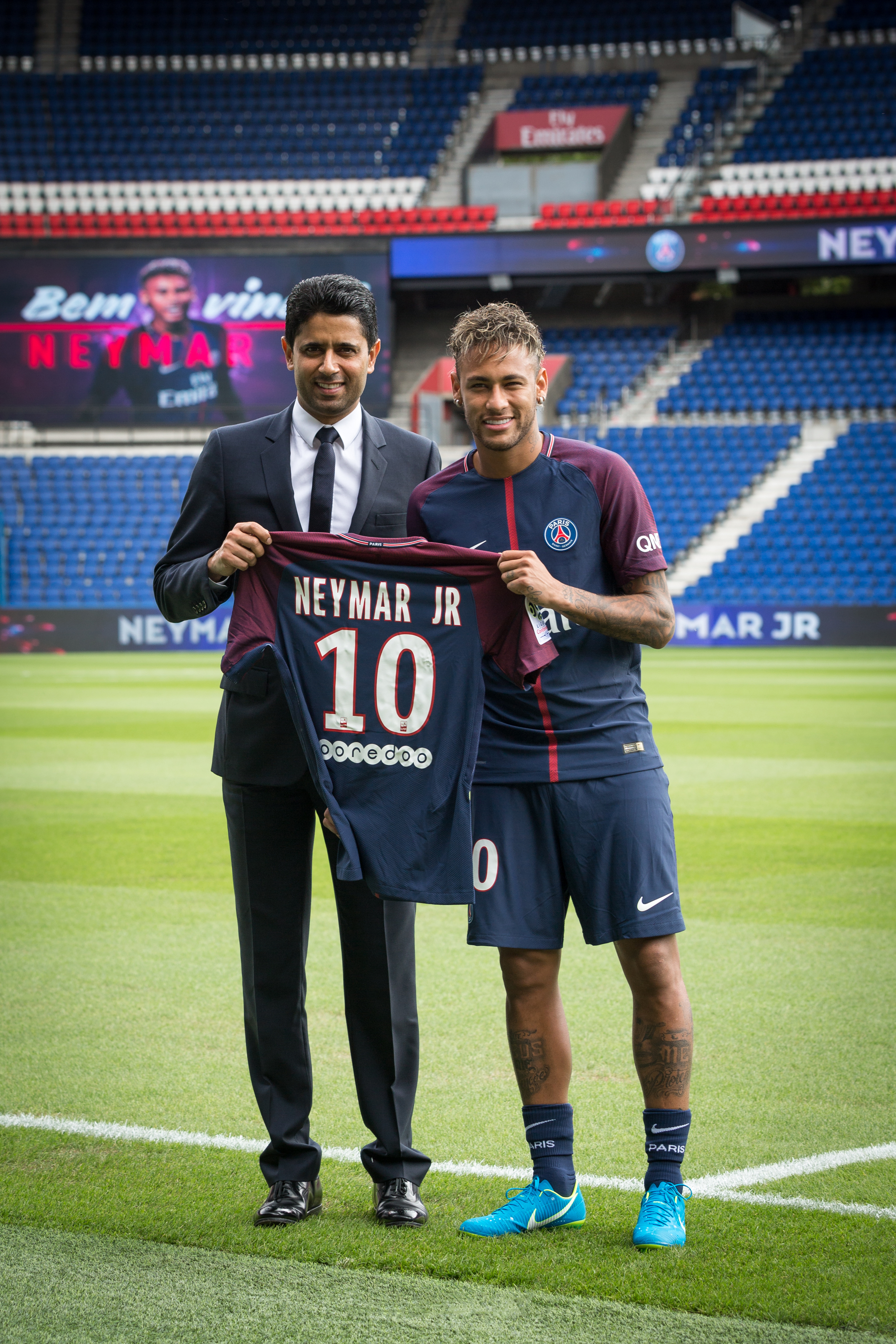
Nasser Al-Khelaïfi, junto a Neymar.

En negrita los jugadores que continúan en el club.
| #   | Jugador            | Procedencia       | € (millones) | Año  | Fuente |
| --- | ------------------ | ----------------- | ------------ | ---- | ------ |
| 1.  | Neymar Júnior      | F. C. Barcelona   | 222.0        | 2017 |        |
| 2.  | Kylian Mbappé      | AS Mónaco         | 180.0        | 2017 |        |
| 3.  | Edinson Cavani     | SSC Napoli        | 64.5         | 2013 |        |
| 4.  | Ángel Di María     | Manchester United | 63.0         | 2015 |        |
| 5.  | Mauro Icardi       | Inter de Milán    | 50.0         | 2020 |        |
| 6.  | Javier Pastore     | Palermo           | 42.0         | 2011 | [ 4 ]  |
| 7.  | Thiago Silva       | A.C. Milan        | 42.0         | 2012 | [ 5 ]  |
| 8.  | Lucas Moura        | São Paulo         | 40.0         | 2012 | [ 6 ]  |
| 9.  | Marquinhos         | Roma              | 31.4         | 2013 |        |
| 10. | Ezequiel Lavezzi   | Napoli            | 26.0         | 2012 | [ 7 ]  |
| 11. | Jesé Rodríguez     | Real Madrid       | 25.0         | 2016 | [ 8 ]  |
| 12. | Yohan Cabaye       | Newcastle         | 24.0         | 2014 | [ 9 ]  |
| 13. | Zlatan Ibrahimović | AC Milan          | 20.0         | 2012 | [ 10 ] |
| 14. | Lucas Digne        | Lille             | 15.0         | 2013 |        |
| 15. | Keylor Navas       | Real Madrid       | 13.0         | 2019 |        |
| 16. | Sergio Ramos       | Real Madrid       | Agente libre | 2021 |        |
| 17. | Lionel Messi       | F. C. Barcelona   | Agente libre | 2021 |        |

## Vida personal

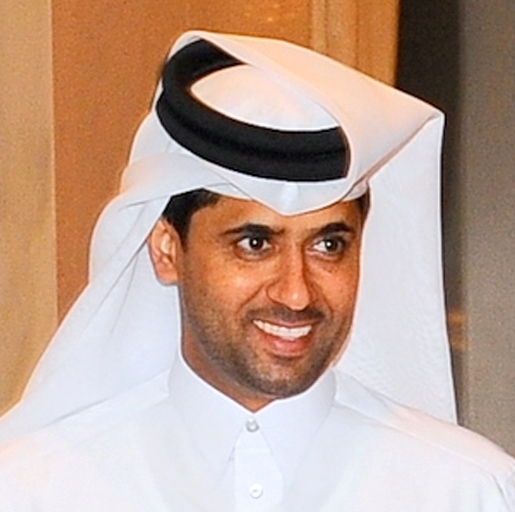
Nasser Al-Khelaïfi.

Al-Khelaïfi se graduó en la Universidad de Catar.[cita requerida]
En febrero de 2012, ganó el premio francés 'Sport Business', recibiendo la mayor cantidad de votos de un total de 1500 y finalizando por delante de nueve personas.
Desde 2013 es ministro sin cartera de su país.
En 2014 fue nombrado el árabe más querido de Francia por el presidente francés.